# 尼濟夫卡 (哈爾科夫區)
49°37′32″N 35°51′13″E / 49.62556°N 35.85361°E
尼濟夫卡（烏克蘭語：Низівка）是位於烏克蘭東部的村莊，由哈爾科夫州哈爾科夫區的新沃多拉哈市鎮負責管轄。該村面積0.42平方公里，海拔高度128米，2001年人口89，人口密度每平方公里211.9人。